# Partido Democrático Laborista (Brasil)
El Partido Democrático Laborista (PDT, en portugués: Partido Democrático Trabalhista) es un partido político brasileño de ideología socialista democrática y nacionalista popular, que disputa con el PTB el legado político de Getúlio Vargas. El PDT es el único partido político brasileño con representación en la Internacional Socialista, adoptando, inclusive, en su bandera el símbolo de esta institución (una mano sosteniendo una rosa).
El PDT fue fundado en mayo de 1980 (aunque su registro fue concedido en 1981) por un grupo de políticos de izquierda liderado por Leonel Brizola, principal figura del partido hasta su muerte en 2004. Inicialmente, la intención de los fundadores era llamarlo PTB, como el partido original de Getúlio Vargas, pero esa sigla ya había sido adoptada por otra corriente (también autodeclarada heredera del legado de Vargas).
Durante la década de 1990, junto al Partido de los Trabajadores (PT) eran las mayores fuerzas de izquierda del país, siendo los principales opositores al gobierno del entonces presidente Fernando Henrique Cardoso. En ese periodo también hubo una polarización de fuerzas dentro del partido, teniendo a de un lado a Leonel Brizola y del otro al exgobernador de Río de Janeiro Anthony Garotinho. Al final de la década, el PDT fue avasallado por el PT, que pasó a ser la fuerza más dominante de la izquierda brasileña.
Después de las seguidas derrotas de Brizola como candidato a presidente y a senador por Río de Janeiro, y finalmente su fallecimiento en 2004, el partido perdió mucha fuerza política.

## Situación actual
En 2006 posee apenas 24 de los 513 diputados federales, además forman parte del bloque de apoyo a Luiz Inácio Lula da Silva. En 2010 obtuvo 28 diputados y 2 senadores, apoyando a Dilma Rousseff, que integró el partido hasta 1999.

## Resultados electorales

### Elecciones presidenciales
|  | 72,4 % |

|  | 16,5 % |

|  | 3,2 % |

|  | 31,7 % |

|  | 12,0 % |

|  | 2,6 % |

|  | 46,9 % |

|  | 56,1 % |

|  | 41,6 % |

|  | 51,6 % |

|  | 12,5 % |

|  | 3,04 % |

### Elecciones parlamentarias
|  | 5,8 % |

|  | 6,5 % |

|  | 10,0 % |

|  | 7,2 % |

|  | 5,7 % |

|  | 5,1 % |

|  | 5,2 % |

|  | 5,0 % |

|  | 3,6 % |

|  | 4,6 % |